# Thagria virginiae
Thagria virginiae är en insektsart som beskrevs av Nielson 1977. Thagria virginiae ingår i släktet Thagria och familjen dvärgstritar. Inga underarter finns listade i Catalogue of Life.